# Meir Schapira

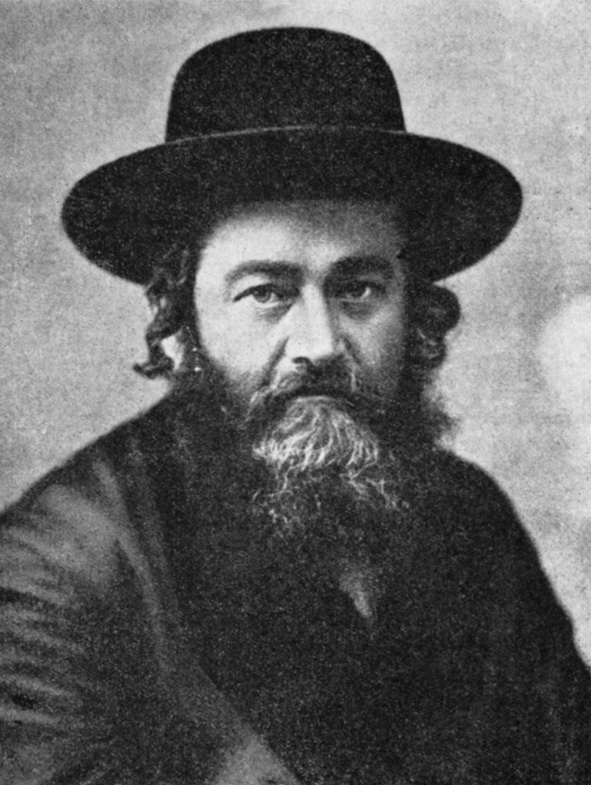
Meir Schapira

Meir Schapira (auch Yehuda Meir Shapiro; hebräisch יהודה מאיר שפירא‎; geb. 3. März 1887 in Suczawa, Rumänien; gest. 27. Oktober 1933 in Łódź), Sohn von Yaakov Shimshon, war chassidischer Rabbiner und Rosch Jeschiwa, auch bekannt als der Lubliner Rabbiner. Bereits mit 16 Jahren wurde er als Rabbiner von Yitzchak Yehuda Shmelkes, dem Rabbiner von Lwów (heute Lwiw), ordiniert. Mit 19 heiratete er Malka Tova, eine Tochter von Yaakov Breitman aus Tarnopol (heute Ternopil), wo er auch die nächsten Jahre lebte.
1912 wurde er Rabbiner in Gliniany (heute Hlynjany). Von 1921 bis 1924 war er Rabbiner in Sanok, danach in Piotrków Trybunalski. 1922 wurde er zum Vorsitzenden der Agudat Israel in ganz Polen gewählt und wurde deren Vertreter im Sejm (in der Wahlperiode bis 1927).
Er ist bekannt für die Herausgabe des Daf-Jomi-Studienprogramms im Jahre 1923 und für die Gründung der Chachmei Lublin Jeschiwa im Jahre 1930. Shapiro begründete die Idee des Daf Jomi (hebräisch דף יומי, „Tägliches Blatt“) mit dem täglichen Studium einer Seite aus dem Babylonischen Talmud. Rabbiner Shapiro stellte seine Idee auf dem ersten Weltkongress des World Agudath Israel in Wien am 16. August 1923 vor. Der erste Zyklus des Daf Jomi begann am ersten Tag von Rosch ha-Schana 5684 (11. September 1923).
Nach kurzer Krankheit starb er in Łódź. Er wurde zunächst in Lublin beerdigt und später nach Jerusalem auf den Har HaMenuchot umgebettet.

## Werke
- Ohr HaMeir (1926)
- Imrei Daas
- Vortelach